# Lee Soon-jae
Đây là một tên người Triều Tiên, họ là Lee.
Lee Soon-jae (sinh ngày 16 tháng 11 năm 1934) là một nam diễn viên truyền hình và điện ảnh Hàn Quốc. Ông Lee đã có một sự nghiệp thăng hoa trên màn ảnh nhỏ và màn ảnh rộng kéo dài hơn sáu thập kỷ, và ông đã được trao Huân chương Văn hóa Eungwan hạng hai cho công việc diễn viên của mình. Lee xuất hiện lần đầu trên màn ảnh truyền hình vào năm 1961 với bộ phim truyền hình đầu tiên mở đầu "Tôi có nên trở thành một con người" của KBS không?.
Ông đóng vai Kim Jong-seo trong bộ phim "King Sejong" năm 1978, bộ phim truyền hình năm 1990 "Pacheonmu" và bộ phim truyền hình năm 2011 "The Princess Man" (cùng một vai trong cả ba tập). Trong các bộ phim truyền hình chính trị những năm 1980 và 1990, ông đã đóng vai cựu tổng thống thứ 2 của Hàn Quốc Yun Bo-seon 5 lần. Năm 1988, Lee ra tranh cử trong cuộc tổng tuyển cử Quốc hội lần thứ 13 với tư cách là thành viên của Đảng Công lý Dân chủ, nhưng đã thất bại và được bầu trong cuộc tổng tuyển cử Quốc hội lần thứ 14 năm 1992 với tư cách là thành viên của Đảng Dân chủ Tự do.

## Tiểu sử
Ông sinh ra tại Hoeryong, Hamgyeong, Triều Tiên, trong thời gian chiến tranh Triều Tiên xảy ra, ông cùng với gia đình lánh nạn sang Bắc Triều Tiên, tuy nhiên sau khi kết thúc, gia đình ông dần theo chế độ tư bản và muốn có một cuộc sống sung túc hơn nên đã chuyển xuống Seoul và bắt đầu một cuộc sống mới. Ông nội của ông là doanh nhân nhỏ nhưng kiếm được số tiền kha khá nhờ làm ăn, cha ông là người kinh doanh xà phòng. Gia đình ông chuyển đến khu Ahyeon-dong và sau đó ông được học tại Đại học Quốc gia Seoul. Ông từng là đại biểu quốc hội Hàn Quốc.

## Các vai diễn
| Năm  | Tên bộ phim                                                | Tên bằng tiếng Hàn        | Latinh                                   | Vai diễn                |
| ---- | ---------------------------------------------------------- | ------------------------- | ---------------------------------------- | ----------------------- |
| 2011 | High Kick! (season 3)                                      | 하이킥!: 짧은 다리의 역습 | Haikik: JJalbeun Darie Yeokseup          | cameo appearance        |
| 2011 | My Princess                                                | 마이 프린세스             |                                          | President Park Dong Jae |
| 2010 | Coffee House                                               | 커피하우스                |                                          | Eun-Young's grandfather |
| 2009 | High Kick! Through The Roof                                | 지붕뚫고 하이킥!          | Jibungttulgo Haikik                      | Lee Soon-jae            |
| 2009 | Good Morning President                                     | 굿 모닝 프레지던트        |                                          |                         |
| 2008 | Potato Star                                                |                           |                                          | No su Dong              |
| 2007 | Lee San, Triều đại Chosun                                  | 이산                      | Yi San                                   |                         |
| 2006 | High Kick!                                                 | 거침없이 하이킥!          | Geochimeopsi Haikik                      |                         |
| 2006 | Family Matters                                             |                           | Mo-du-deul Gwen-chan-ah-yo?              |                         |
| 2006 | Forbidden Quest                                            |                           | Eum-ran-seo-saeng                        |                         |
| 2005 | My Girl and I                                              |                           | Pah-rang-ju-eui-bo                       |                         |
| 2005 | The Post Horse Curse                                       |                           |                                          |                         |
| 1989 | Honeymoon                                                  |                           | Milwol                                   |                         |
| 1987 | Forget-me-nots                                             |                           | Mulmangcho Nareul iss-ji maseyo          |                         |
| 1987 | 0.917                                                      |                           | Subconsciousness Yeong jeom gu chil il   |                         |
| 1986 | Wet Grass and Wet Leaves                                   |                           | Jeoch-eun pul Jeoch-eun ip               |                         |
| 1984 | I Want To Go                                               |                           | Gagopa                                   |                         |
| 1984 | Road to Peace                                              |                           | Hwapyeong-ui gil                         |                         |
| 1984 | Holy Mission                                               |                           |                                          |                         |
| 1983 | The Foolish Woman                                          |                           | Baboseureowun yeoja                      |                         |
| 1983 | Love and Farewell                                          |                           | Sarang grigo i-byeol                     |                         |
| 1982 | The Blues of Jong-ro                                       |                           | Jonglobuleuseu                           |                         |
| 1981 | Forgive Me Once Again Despite Hatred '80'                  |                           | Mi-wodo dasihanbeon '80                  |                         |
| 1981 | Goodbye Daddy '81                                          |                           | Appa-annyeong '81                        |                         |
| 1980 | Son of a Man                                               |                           | Salam-ui adeul                           |                         |
| 1980 | Mu Hyoup Gum Pung                                          |                           | Muhyeobgeompung                          |                         |
| 1980 | The Man to be Forgotten                                    |                           | Ij-eo-ya hal geu salam                   |                         |
| 1980 | Love Me Once Again Despite Hatred '80                      |                           | Mi-wodo dasihanbeon '80                  |                         |
| 1980 | Magnificent Experience                                     |                           | Hwalyeohan gyeongheom                    |                         |
| 1980 | Unconditional Love                                         |                           | Akkim-eobs-i bachyeossneunde             |                         |
| 1979 | Admiration of Nights                                       |                           | Bam-ui changa                            |                         |
| 1979 | Pyro-Sonata                                                |                           | Gwang-yeomsonata                         |                         |
| 1979 | Eul-hwa                                                    |                           | Eulhwa                                   |                         |
| 1979 | Eternal Inheritance                                        |                           | Yeong-wonhan yusan                       |                         |
| 1979 | The Terms of Love                                          |                           | Salang-ui jogeon                         |                         |
| 1979 | Miss Oh's Apartment (Sequel)                               |                           | O-yang-ui apateu                         |                         |
| 1979 | A Letter from Heaven                                       |                           | Haneulnala-eseo on pyeonji               |                         |
| 1978 | Miss O's Apartment                                         |                           | O-yang-ui apateu                         |                         |
| 1978 | Red Gate of Tragedy                                        |                           | Bilyeon-ui hongsalmun                    |                         |
| 1978 | Woman in the Fog                                           |                           | Angaesog-ui yeo-in                       |                         |
| 1978 | Grave Wood                                                 |                           | Bimog                                    |                         |
| 1978 | Sadness Under the Sky                                      |                           | Ha-neul-alae seulpeum-i                  |                         |
| 1978 | With My Older Brother and, Sister                          |                           | Oppahago nunahago                        |                         |
| 1978 | King Sejong the Great                                      |                           | *Sejongdae-wang                          |                         |
| 1977 | The Old Manor                                              |                           | Goga                                     |                         |
| 1977 | Towards The High Place                                     |                           | Jeo nop-eun gos-eul hyangha-yeo          |                         |
| 1977 | Little Namgung Dong-ja                                     |                           | Namgung Dongja                           |                         |
| 1977 | Arirang-A                                                  |                           | Alilang-a                                |                         |
| 1977 | Two Decades as a Woman Journalist                          |                           | Yeogija 20nyeon                          |                         |
| 1976 | I Really Have A Dream.                                     |                           | Jeongmal kkum-i issdagu                  |                         |
| 1976 | Concentration Of Attention                                 |                           | Jibnyeom                                 |                         |
| 1976 | Mother                                                     |                           | Eomeoni                                  |                         |
| 1976 | Season Of Love                                             |                           | Salang-ui gyejeol                        |                         |
| 1976 | Even I Don't Know My Mind.                                 |                           | Naema-eum nado molla                     |                         |
| 1975 | You become a star, too.                                    |                           | Neo ttohan byeol-i doe-eo                |                         |
| 1975 | Wasteland                                                  |                           | Hwangto                                  |                         |
| 1975 | Yeong-Ja's Heydays                                         |                           | Yeongja-ui jeonseongsidae                |                         |
| 1975 | Glory In Ten's                                             |                           | 10dae-ui yeonggwang                      |                         |
| 1975 | Outing In 10 Years                                         |                           | Sibnyeonman-ui oechul                    |                         |
| 1975 | End of An Affair                                           |                           | Aejong                                   |                         |
| 1975 | Story Of The Youth                                         |                           | Cheongchungeugjang                       |                         |
| 1975 | Escape)                                                    |                           | Talchul                                  |                         |
| 1975 | Chang-Su's Heydays                                         |                           | Changsu-ui jeonseongsidae                |                         |
| 1975 | A Northwest Youth                                          |                           | Seobugcheongnyeon                        |                         |
| 1974 | The Instinct                                               |                           | Bonneung                                 |                         |
| 1974 | Pupils of the evil                                         |                           | Agma-ui jejadeul                         |                         |
| 1974 | The Earth                                                  |                           | Toji                                     |                         |
| 1974 | You and I, and another                                     |                           | Neo-wa na geuligo tto hana               |                         |
| 1974 | Special investigation headquarter A life of Miss Kim Su-Im |                           | Teugbyeolsusabonbu Gim Suim-ui ilsaeng   |                         |
| 1974 | A blind swordman                                           |                           | Jug-janggeom                             |                         |
| 1974 | Reminiscences                                              |                           | Hoesang                                  |                         |
| 1974 | A horrible breath                                          |                           | Gongpo-ui sumsoli                        |                         |
| 1974 | Lee Jung-Seob, a painter                                   |                           | I Jungseop                               |                         |
| 1974 | An Inmate                                                  |                           | Donggeo-in                               |                         |
| 1974 | Dangerous Relations                                        |                           | Wiheomhan sa-i                           |                         |
| 1974 | Yeonhwa 2                                                  |                           | Yeonhwa                                  |                         |
| 1974 | Yeonhwa                                                    |                           | Yeonhwa                                  |                         |
| 1973 | Testimony                                                  |                           | Jeung-eon                                |                         |
| 1973 | Special Investigation Bureau Bae Tae Ok Case               |                           | Teugbyeolsusabonbu Bae Taeok sageon      |                         |
| 1972 | A judge's wife                                             |                           | Pansabu-in                               |                         |
| 1972 | A woman in a mud flat                                      |                           | Gaesbeolsog-ui yeoja                     |                         |
| 1972 | Girls' high school days                                    |                           | Yeogosijeol                              |                         |
| 1972 | Two sons crying for their mother love                      |                           | Mojeong-e uneun du-adeul                 |                         |
| 1971 | My old brother (sequel)                                    |                           | Hyeong                                   |                         |
| 1971 | Bun-Rye's story                                            |                           | Bunlyegi                                 |                         |
| 1971 | I want to be in your arms again                            |                           | Geudae gaseum-e dasihanbeon              |                         |
| 1971 | The first love                                             |                           | Cheosjeong                               |                         |
| 1971 | A family of brother and sister                             |                           | Nammaeneun dandul-ida                    |                         |
| 1971 | Darling, I'm sorry                                         |                           | Anae-yeo mi-anhada                       |                         |
| 1970 |                                                            |                           |                                          |                         |
| 1970 | Eight Daughters-in-law                                     |                           | Paldomyeoneuli                           |                         |
| 1970 | A Woman's Battleground                                     |                           | Yeo-injeonjang                           |                         |
| 1970 | Underground Women's College                                |                           | Jiha-yeojadaehag                         |                         |
| 1970 | When We Have Hatred                                        |                           | Dangsin-i mi-wojilttae                   |                         |
| 1970 | Father-in-law                                              |                           | Si-abeoji                                |                         |
| 1970 | If there were no parting again                             |                           | Ibyeol-eobs-i sal-ass-eumyeon            |                         |
| 1970 | My life in your heart                                      |                           | Nae mogsum dangsin pum-e                 |                         |
| 1970 | Turtle                                                     |                           | Geobug-i                                 |                         |
| 1970 | Please Turn Off the Light                                  |                           | Bang-e bul-eul kkeoju-o                  |                         |
| 1970 | Twisted Fate of a Man                                      |                           | Hanmanh-eun nam-a-ilsaeng                |                         |
| 1970 | Great King Sejo                                            |                           | Sejodae-wang                             |                         |
| 1970 | House of a Stranger                                        |                           | Ta-in-ui jib                             |                         |
| 1969 | Evil Person                                                |                           | Main                                     |                         |
| 1969 | Regret                                                     |                           | Won                                      |                         |
| 1969 | Forget-me-not                                              |                           | Mulmangcho                               |                         |
| 1969 | Invisible Man                                              |                           | Tumyeong Ingan                           |                         |
| 1969 | Wound                                                      |                           | Sangcheo                                 |                         |
| 1969 | Wild Girl                                                  |                           | Yaseongnyeo                              |                         |
| 1969 | Lost Love                                                  |                           | Eoneu Haneul Araeseo                     |                         |
| 1969 | Sahwasan Mountain                                          |                           | Sahwasa                                  |                         |
| 1969 | Temporary Government in Shanghai                           |                           | Sanghae Imsi Jeongbu Wa Kim Gu Seonsaeng |                         |
| 1969 | Flower Sandals                                             |                           | Kkot Beoseon                             |                         |
| 1969 | For Once in Lifetime                                       |                           | Nae Saeng-ae Dan Hanbeon                 |                         |
| 1969 | A Returned Singer                                          |                           | Doraon Seonchang                         |                         |
| 1969 | Cruel Revenge                                              |                           | Pido Nunmuldo Eopda                      |                         |
| 1969 | Wind                                                       |                           | Baram                                    |                         |
| 1969 | 7 People in the Cellar                                     |                           | Jihasil-ui Chil-in                       |                         |
| 1969 | Devoting the Youth                                         |                           | Cheongchun-eul Dabachyeo                 |                         |
| 1969 | Lady Hong the Beauty                                       |                           | Minyeo Hong Nangja                       |                         |
| 1969 | Brother                                                    |                           | Hyeong                                   |                         |
| 1969 | Chunwon Lee Gwang-Su                                       |                           | Chunwon Lee Gwangsu                      |                         |
| 1969 | First Night                                                |                           | Cheonnalbam Gabjagi                      |                         |
| 1969 | Yun Sim-deok                                               |                           | Yun Sim-deok                             |                         |
| 1969 | Jang Nok-Su                                                |                           | Yohwa Jang Nok-su                        |                         |
| 1969 | Saint and Witch                                            |                           | Seongnyeo-wa Manyeo                      |                         |
| 1969 | Escaping Shanghai                                          |                           | Sanghae Talchul                          |                         |
| 1969 | Starting Point                                             |                           | Sibaljeom                                |                         |
| 1969 | Snowy Night                                                |                           | Nun Narineun Bam                         |                         |
| 1969 | Sky and Star                                               |                           | Haneul-eul Bogo Byeol-eul Ttago          |                         |
| 1968 | Quick Ladder of Success                                    |                           | Chulsegado                               |                         |
| 1968 | Autumn Love                                                |                           | Chujeong                                 |                         |
| 1968 | Labyrinth                                                  |                           | Miro                                     |                         |
| 1968 | Daughter                                                   |                           | Ttal                                     |                         |
| 1968 | Lady in Dream                                              |                           | Mongnyeo                                 |                         |
| 1968 | Snow Lady                                                  |                           | Seolnyeo                                 |                         |
| 1968 | Secret Order                                               |                           | Milmyeong                                |                         |
| 1968 | Trees Stand on Slope                                       |                           | Namudeul Bitare Seoda                    |                         |
| 1968 | Cloud                                                      |                           | Gureum                                   |                         |
| 1968 | Ghost Story                                                |                           | Goedam                                   |                         |
| 1968 | Salt Pond                                                  |                           | Sujeonjidae                              |                         |
| 1968 | I Won't Hate You                                           |                           | Miweohaji Angetda                        |                         |
| 1968 | The Sister's Diary                                         |                           | Eunni-eui Ilgi                           |                         |
| 1968 | Love                                                       |                           | Sarang                                   |                         |
| 1968 | Remarriage                                                 |                           | Jaehon                                   |                         |
| 1968 | A Police Note                                              |                           | Hyeongsa Sucheop                         |                         |
| 1968 | A Solar Eclipse                                            |                           | Ilsik                                    |                         |
| 1968 | The Eternal Motherhood                                     |                           |                                          |                         |
| 1968 | Pure Love                                                  |                           | Sunjeongsanha                            |                         |
| 1968 | Sun-deok                                                   |                           | Sundeogi                                 |                         |
| 1968 | Madame Anemone                                             |                           | Anemone Madam                            |                         |
| 1968 | Trumpet in Night Sky                                       |                           | Bamhaneurui Treompet                     |                         |
| 1968 | Romance Mama                                               |                           | Romaenseu Mama                           |                         |
| 1968 | A Great Hero, Kim Seon-dal                                 |                           | Cheonha Hogeol Kim Seon-dal              |                         |
| 1968 | Where is he now                                            |                           | Jigeum Geu Sarameun                      |                         |
| 1967 | The Guests of the Last Train                               |                           | Makcharo On Sonnimdeul                   |                         |
| 1967 | A King's Command                                           |                           | Eomyeong                                 |                         |
| 1967 | The Freezing Point                                         |                           | Bingjeom                                 |                         |
| 1967 | Madam of Myeong-wol Kwan                                   |                           | Myeong-wolgwan Assi                      |                         |
| 1967 | Nostalgia                                                  |                           | Manghyang Cheolli                        |                         |
| 1967 | Dongsimcho                                                 |                           | Dongsimcho                               |                         |
| 1967 | I Hate Men                                                 |                           | Namjaneun Sireo                          |                         |
| 1967 | A Traveling King                                           |                           | Nageune Imgeum                           |                         |
| 1967 | Miracle                                                    |                           | Gijeok                                   |                         |
| 1967 | Is Wild Apricot an Apricot?                                |                           | Gaesalgudo Salgunya                      |                         |
| 1967 | The Hateful King                                           |                           | Sanggammama Miwoyo                       |                         |
| 1967 | Bobbed Hair                                                |                           | Danbalmeori                              |                         |
| 1967 | Monster Yonggari                                           |                           | Daegoesu Yonggari                        |                         |
| 1967 | When Bucketwheet Flowers Blossom                           |                           | Memilkkot Pil Muryeop                    |                         |
| 1967 | A Regret                                                   |                           | Han                                      |                         |
| 1967 | The White Crow                                             |                           | Hayan Kkamagwi                           |                         |
| 1967 | A Deviation                                                |                           | Talseon                                  |                         |
| 1967 | Others                                                     |                           | Taindeul                                 |                         |
| 1967 | A Virtuous Woman                                           |                           | Chilbuyeollyeo                           |                         |
| 1967 | Lingering Attachment                                       |                           | Miryeon                                  |                         |
| 1967 | The Queen Moonjeong                                        |                           | Munjeong-wanghu                          |                         |
| 1967 | A Child Who Was Born in the Year of Liberation             |                           | Haebangdong-i                            |                         |
| 1967 | Traces                                                     |                           | Ijojanyeong                              |                         |
| 1967 | A Misty Grassland                                          |                           | Angaekkin Chowon                         |                         |
| 1966 | Gunsmoke                                                   |                           | Choyeon                                  |                         |
| 1966 | The Dead and the Alive                                     |                           | Jugeun Jawa San Ja                       |                         |
| 1966 | I Will Be a King for the Day                               |                           | Oneul-eun Wang                           |                         |
| 1966 | Na Un-gyu                                                  |                           | Naungyu Ilsaeng                          |                         |
| 1966 | Terminal                                                   |                           | Jongjeom                                 |                         |
| 2015 | Scholar Who Walks The Night                                | 밤을 걷는 선비            | Bameul Geotneun Seonbi                   | Vua Hyeonjo             |